# Каршыга-Аул
Каршыга-Аул (ног. Каршыга) — село в Шелковском районе Чеченской Республики. Образует Каршыга-Аульское сельское поселение.

## География
Каршыга-Аул находится фактически на границе полупустыни и зоны активного орошения в Шелковском районе, расположенной севернее и западнее плодородной поймы Терека. На юге и востоке условной границей этой зоны орошения являются (с запада на северо-восток): станица Ново-Щедринская, село Коби, станицы Шелкозаводская, Шелковская, Гребенская и село Воскресеновское. Каршыга-Аул находится у северо-западного предела этой зоны, на расстоянии 13 км (южное направление) и 20 км (восточное направление) от Терека. Таким образом, южнее села проходят оросительные каналы Северный коллектор и канал имени Куйбышева. При этом на севере и западе от аула, уже в полупустыне, расположены лишь редкие стоянки с кошарами для скота и колодцами (урочища Большой Крыммай, Бурунский Сад, Каяклы, Кугули, Мирончик, Ташлы и др.).
Ближайшие населённые пункты, как указано выше: на востоке — село Воскресеновское, на юго-востоке — станицы Гребенская, Шелковская и Шелкозаводская и село Коби, на юго-западе — станицы Ново-Щедринская и Старо-Щедринская. С Коби и Ново-Щедринской Каршыга-Аул связан просёлочными дорогами.

## История
В 1914 году на месте села располагалась экономия частного землевладельца Захара Тригуба. Нынешнее название села имеет в основе ногайское слово ног. каршыга, в переводе означающее «ястреб» или же «боковая и задняя стороны дома». До 1990-х годов носило название Привольное.

## Население
| 1990 | 2002 | 2010 | 2012 | 2013 | 2014 | 2015 |
| ---- | ---- | ---- | ---- | ---- | ---- | ---- |
| 801  | ↘529 | ↗553 | ↘546 | ↘514 | ↘513 | ↘505 |
| 2016 | 2017 | 2018 | 2019 | 2020 | 2021 | 2023 |
| ↘495 | ↘490 | ↗492 | ↘479 | ↘477 | ↗496 | ↘493 |
| 2024 |      |      |      |      |      |      |
| ↘487 |      |      |      |      |      |      |

В 1914 году в экономии проживало 9 человек, в том числе 7 мужчин и 2 женщины. На 1 января 1990 года в селе Привольном Новощедринского сельсовета (центром которого была станица Новощедринская) проживал 801 человек наличного населения. По данным переписи 2002 года, в селе проживало 529 человек, в том числе 258 мужчин и 271 женщина.
Национальный состав
По данным Всероссийской переписи населения 2002 года, 96 % населения села составляли ногайцы.
По данным Всероссийской переписи населения 2010 года:
| Народ   | Численность, чел. | Доля от всего населения, % |
| ------- | ----------------- | -------------------------- |
| ногайцы | 544               | 98,4 %                     |
| другие  | 9                 | 1,6 %                      |
| всего   | 553               | 100 %                      |

## Улицы
- Аджигельдиева
- Емакишиева
- Кумукова
- Мамбетова
- Медетова
- Шаршева
- Школьная[26]